# HBO电影
HBO电影（英語：HBO Films），曾用名“HBO首映电影（HBO Premiere Films）”和“HBO影业（HBO Pictures）”，是美国的一家影视制作与发行公司。它是有线电视联播网HBO旗下的事业部门，负责制作剧情电影与迷你剧集。该部门所制作的虚构类及非虚构类作品主要分发给其自有客户，但同时它也资助院线电影的发行。
HBO电影每年制作三部到四部电影，其中大部分在内部开发；而其制作的院线电影则交由华纳兄弟影业发行。

## 成立背景
1978年前后，HBO为了获得独家付费电视版权而参与其前期制作并为此开始融资；这个举动是有风险的，因为这些版权内容可能会因为疏远电影制片厂而变得不流行。

## 最佳收视
| 电影名                             | 首映日期      | 收视观众 （百万人次） |
| ---------------------------------- | ------------- | --------------------- |
| 烛台背后                           | 2013年5月26日 | 11.45                 |
| 护送钱斯                           | 2009年2月21日 | 10.45                 |
| 蓝调人生                           | 2005年2月12日 | 10.14                 |
| 规则改变                           | 2012年3月10日 | 10.04                 |
| 神迹                               | 2004年5月30日 | 9.75                  |
| 欺诈圣手                           | 2017年5月20日 | 8.93                  |
| 魂归伤膝谷                         | 2007年5月27日 | 8.00                  |
| 自闭历程                           | 2010年2月6日  | 7.80                  |
| 女权天使                           | 2004年2月15日 | 7.80                  |
| 灰色花园                           | 2009年4月18日 | 7.45                  |
| 注：所有数据均指美国本土收视市场。 |               |                       |